# 中国电视剧制作中心
中国电视剧制作中心（英文简称CTPC）是一家专门从事电视剧创作生产的公司，建立于1983年10月18日，位于北京市宣武区广安门外大街2号。2009年12月29日完成政企改革后，全名改為中国电视剧制作中心有限责任公司，现在是中国中央电视台旗下的独资公司，是中国电视剧产业的龙头企业。

## 起步
1983年3月，中华人民共和国广播电视部将“中国中央电视台电视剧部”、“中国电视艺术委员会录制部”、“中国广播文艺工作团电视剧团”三个机构合并组成“中国电视剧制作中心”，为直属于广播电视部的正司局级单位。同年10月18日，中国电视剧制作中心正式成立。
1985年2月，中国电视剧制作中心并入中国中央电视台，全名定為“中央电视台中国电视剧制作中心”。
随着1980年代中国大陆经济水平的迅速发展，电视剧行业也呈欣欣向荣之势。作为电视剧制作业的“国家队”，中国电视剧制作中心毫无疑问是电视剧制作的大户，初期推出的《蹉跎岁月》、《走过暴风雨》、《生命的故事》、《夜幕下的哈尔滨》、《寻找回来的世界》、《小木屋》等剧为中心树立了良好的品牌形象。

## 发展
中国电视剧制作中心成立不久后，即将中国四大名著纳入电视剧拍摄计划，在1986年和1987年先后推出了《西游记》和《红楼梦》。《红楼梦》当时在中国中央电视台播出时，最高收视率达到70%，取得了空前的成功，使《红楼梦》这部名著走入寻常百姓家。《西游记》更是中国电视剧史上的一个奇迹，开创了中国电视剧神话类通俗剧的探索之路，当时播出即受到极大欢迎，而此后二十年多年依然是长盛不衰，重播次数难以统计。
《三国演义》在1994年的推出亦取得无法估量的反响，这部长达84集的电视剧，当时投资达到人民幣1.7亿元，拍摄人员达到40万人；这部超级剧作不仅在大中华地区有着巨大的影响力，还在日本、韩国、马来西亚、泰国、新加坡等国家形成了“三国文化热”。四大名著影视剧最后一部《水浒传》于1998年推出，虽效果不及前三部，但也是一部极为优秀的电视剧。
四大名著影视剧的推出，是中国电视剧史上的一个划时代意义的重要里程碑，这四部影视剧也成为多年来的经典之作。
同时《努尔哈赤》、《末代皇帝》、《唐明皇》、《东周列国-春秋篇、战国篇》、《太平天国》、《文成公主》、《秦始皇》等古代历史题材的剧作的发行，不仅使中国电视剧制作中心成为行业领头羊，还让大陆历史剧的水准上到了一个新的高度。

## 近状
在1980年代、1990年代，中国电视剧制作中心制作的电视剧以现实主义题材和历史题材为主，如《宋庆龄和她的姊妹们》、《苍天在上》、《咱爸咱妈》、《北京人在纽约》、《女人不是月亮》、《香港的故事》、《九.一八大案纪实》、《人间正道》、《中国命运的决战》《女子特警队》、《大雪无痕》、《日出东方》、《刘老根》、《省委书记》、《以时代的名义》、《走过旧金山》等剧。
近年来，中国电视剧制作中心亦拍摄了大量具有民族艺术风格的电视剧，《只要你过得比我好》、《十七岁不哭》、《我要做好孩子》、《家.春.秋》、《苦菜花》、《新乔老爷奇遇》、《天神不怪罪的人》、《帕米尔医生》、《苦楝树花开的季节》、《午夜有轨电车》、《官井》等都是中心在开拓题材多样化下的成果。
中国电视剧制作中心现有工作人员400余人，有许多在国内享有盛誉知名编导及专业人士。另外在涿州、无锡、南海都建有永久性的影视拍摄基地。
2009年12月29日，中国电视剧制作中心进行政企改革，更名为中国电视剧制作中心有限责任公司。

## 代表作品

### 四大名著系列电视作品
- 《西游记》
- 《红楼梦》
- 《三国演义》
- 《水浒传》

### 常规作品
- 《末代皇帝》
- 《北京人在纽约》
- 《刘老根》
- 《孙中山》
- 《国家命运》
- 《茶馆》
- 《全家福》
- 《营盘镇警事》
- 《毛泽东》
- 《大河儿女》
- 《湄公河大案》
- 《历史转折中的邓小平》
- 《老农民》
- 《跨过鸭绿江》
- 《人世间》
- 《山河锦绣》
- 《跨栏女将》

## 奖项
- 2014年 第十届 全国十佳电视制片 十佳电视剧出品单位

## 资料
- 官方网站